# Büsscher & Hoffmann
Büsscher & Hoffmann ist ein österreichischer Hersteller von Bitumen- und Polymerbitumenbahnen. Die Tochtergesellschaft der Kwizda Holding GmbH erzeugt Dach- und Abdichtungssysteme zum Schutz von Flach-, Grün- und Steildächern sowie Brücken und Bauwerken gegen Wetter- und Umwelteinflüsse.

## Geschichte

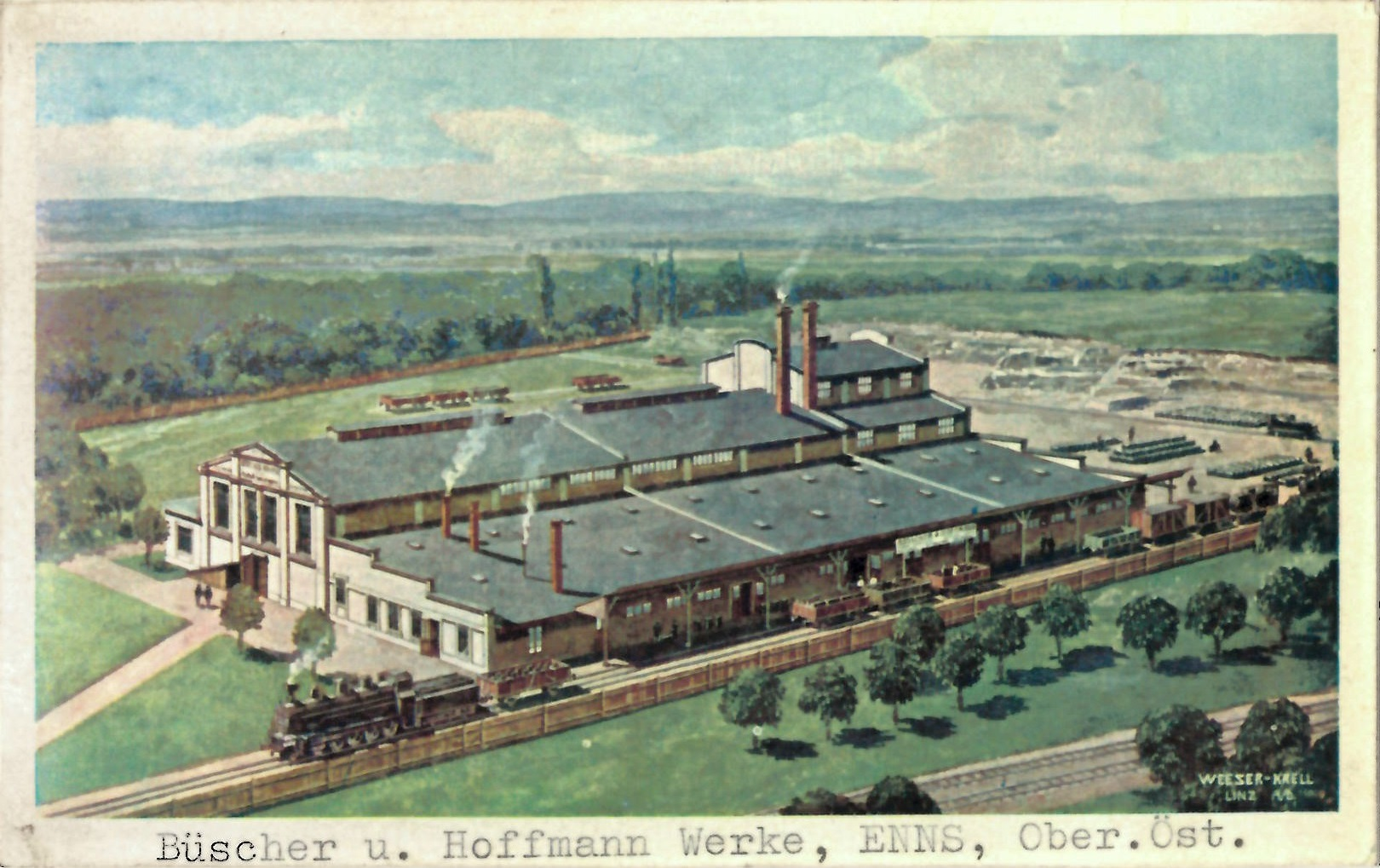
Büsscher & Hoffmann Werke in Enns (1920)

Büsscher & Hoffmann GmbH wurde 1852 vom Baumeister Friedrich Wilhelm Büsscher, dem königlichen Baurat Friedrich Eduard Hoffmann und dem Ingenieur Busse mit dem Bau des ersten Fabrikationsstandortes in Eberswalde gegründet. In den Jahren 1867 bis 1926 folgte die Errichtung von Fabriken in Halle/S., Mainz, Regenstauf, Straßburg, Teplitz und die Gründung von Filialen in Berlin, München, Metz, Königsberg, Danzig und Wien. 1920 entstand die heutige Werkszentrale und die nunmehrig einzige Produktionsstätte in Enns. Hier werden jährlich ca. 17 Millionen Quadratmeter Bitumenbahnen produziert. 1959 übernahm die Firma F. Joh. Kwizda (Chemische Fabrik, Wien) das Unternehmen.

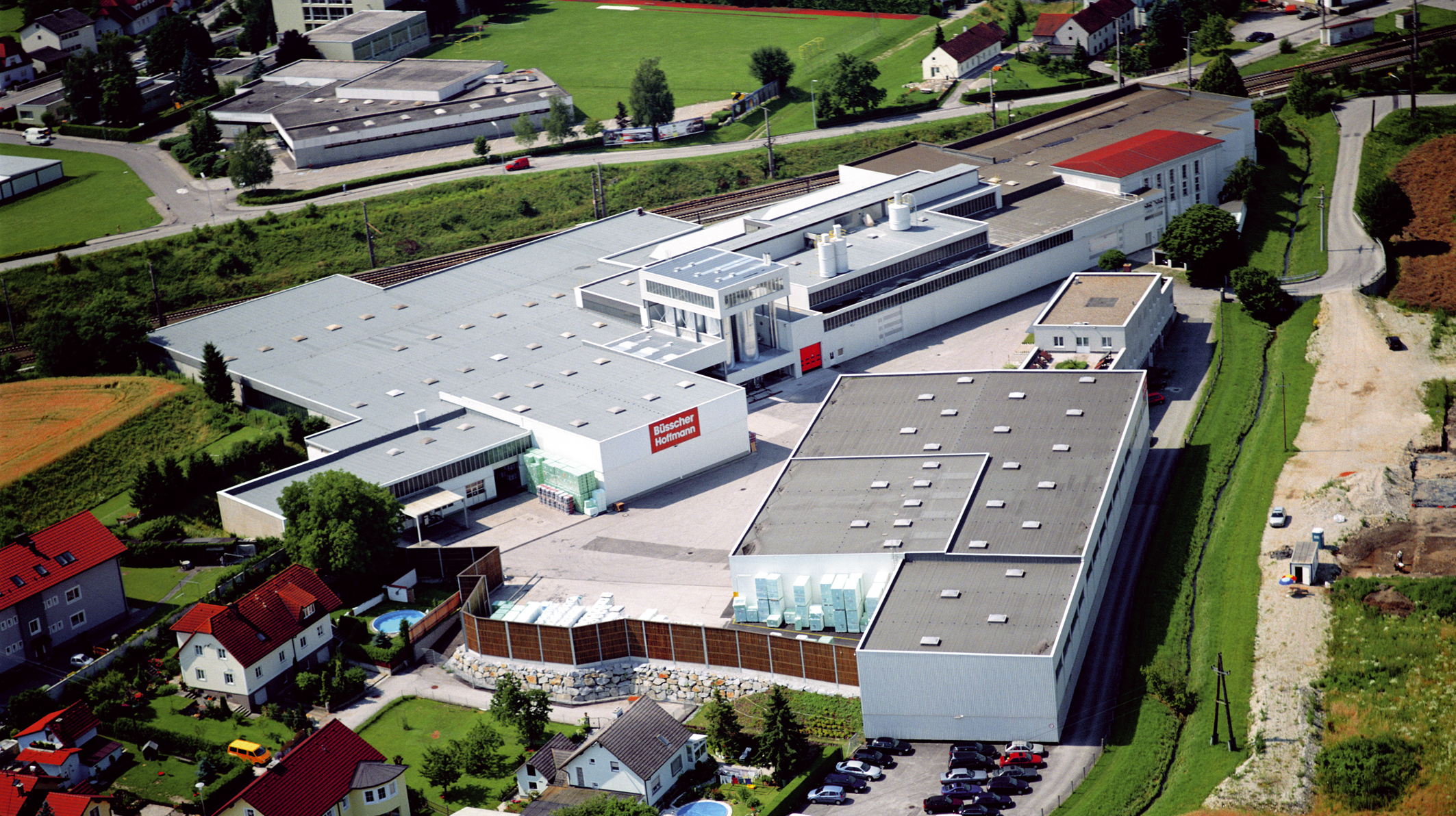
Werksstandort Enns Büsscher & Hoffmann GmbH (Stand 2005, das Erweiterungsareal 2015 beim Bleicherbach am rechten Bildrand)

Das Unternehmen ist heute mit Standorten in Österreich, Kroatien, der Tschechischen Republik, Polen, Ungarn, Rumänien und Serbien sowie Vertriebspartnern europaweit vertreten. Die vier Tochtergesellschaften Büsscher & Hoffmann s.r.o. in Brünn (Gründung 1994), Büsscher Hoffmann d.o.o. in Zagreb (Gründung 2005), Büsscher & Hoffmann Sp. z o.o. in Warschau (Gründung 2008), Büsscher & Hoffmann Kft. in Budapest (Gründung 2011), Büsscher & Hoffmann s.r.l. in Bukarest (Gründung 2017) und Büsscher & Hoffmann d.o.o. in Belgrad (Gründung 2018), dienen als Vertriebsgesellschaften.
2015 erwarb das Unternehmen Erweiterungsgründe am Standort Enns. Damit konnte die römische Zivilstadt Lauricum, auf deren Areal das Werk steht, weiter befundet werden. Parallel wurde der Bleicherbach (Stallbach) um das Werksgelände umgeleitet und revitalisiert.

## Produkte
Das Sortiment umfasst Produkte für Flachdach-, Gründach-, Steildach-, Bauwerks- und Brückenabdichtungen. Büsscher & Hoffmann produziert Polymerbitumenbahnen, flämmbare und kaltselbstklebende Elastomerbitumenbahnen, verschiedene Unterdeck- und Unterspannbahnen sowie Dampfsperrbahnen. Weiters werden Gummigranulatbahnen, Filter-, Trenn- und Schutzvliese, Bitumenanstriche, Klebestoffe, Dachgullys, Dämmstoffe und diverse Zubehörteile vertrieben.

## Veröffentlichungen
- Mittheilungen über die wasserdichten Baumaterialien der Fabrik von Büsscher & Hoffmann: zu Neustadt-Eberswalde und der unter der Firma Peter Krall jun. zu M. Gladbach arbeitenden Zweigfabrik. Ernst & Korn, Berlin 1860.
- Vergleichende Betrachtungen über zusammengelegte, tiefgebauete und gewöhnliche landwirthschaftliche Gebäude. Hrsg. von Büsscher & Hoffmann, Bosselmann, Berlin 1862.
- Die Baumaterialien der Fabriken von Büsscher & Hoffmann in Neustadt-Eberswalde bei Berlin und M. Gladbach bei Cöln. Zur Londoner Ausstellung von 1862. A. W. Schade, Berlin 1862 (Digitalisat).
- Mittheilungen über die wasserdichten Baumaterialien der Fabrik von Büsscher & Hoffmann, Bahnhof Eberswalde und deren Zweigfabriken unter gleicher Firma: in Halle, Mariaschein in Böhmen, Strassburg. Breslau 1892.
- Fest-Sitzung anläßlich der Feier des fünfundsiebzigjährigen Bestehens der Firma Büsscher & Hoffmann AG Berlin 1852–1927. Berlin 1927.
- Fünfundsiebzig Jahre 1852–1927 Büsscher & Hoffmann AG, Dachpappen und Asphaltwerke Berlin, Eberswalde, Halle a. S. Eckstein, Berlin 1927.